# Magdalena Sibylla av Sachsen
Magdalena Sibylla av Sachsen, född 23 december 1617, död 6 januari 1668, var dansk kronprinsessa 1634–1647.

## Biografi
Magdalena Sibylla var dotter till kurfurst Johan Georg I av Sachsen. Hon gifte sig 1634 med Danmarks tronföljare Kristian, "den utvalde prinsen" (1603–1647). Deras bröllop, på danska kallat 'Det store Bilager', var mycket praktfullt och framför allt dyrt - under bröllopsfesten framfördes den allra första riktiga hovbaletten i Danmark. Äktenskapet var barnlöst.
Magdalena Sibylla gifte sig andra gången 1652 med hertig Fredrik Vilhelm II av Sachsen-Altenburg. Med honom fick hon tre barn:
- Christian av Sachsen-Altenburg (1654–1663)
- Johanna Magdalena av Sachsen-Altenburg (1656–1686), gift med Johan Adolf I av Sachsen-Weissenfels
- Fredrik Vilhelm III av Sachsen-Altenburg (1657–1672)